# Unitat Antiterrorista de Lučko
Unitat antiterrorista Lučko (ATJ Lučko) (croat: Antiteroristička jedinica Lučko; ATJ Lučko), també coneguda com la Unitat Antiterrorista de Lučko (croat: Lučko Antiteroristička jedinica; Lučko ATJ) és la unitat tàctica policial de la Policia de Croàcia estacionada a Lučko prop de Zagreb, la capital de Croàcia. Inicialment distingint-se a la Guerra d'Independència de Croàcia, s'ha convertit en la principal unitat tàctica policial de Croàcia. Com totes les unitats policials del país, està sota el comandament del Ministeri de l'Interior. És membre de la xarxa ATLAS, una associació d'unitats tàctiques policials europees.
Diversos dels seus membres han aconseguit destacar, d'entre ells el lluitador croat d'arts marcials mixtes i kick-boxer Mirko "Cro Cop” Filipović.

## Història

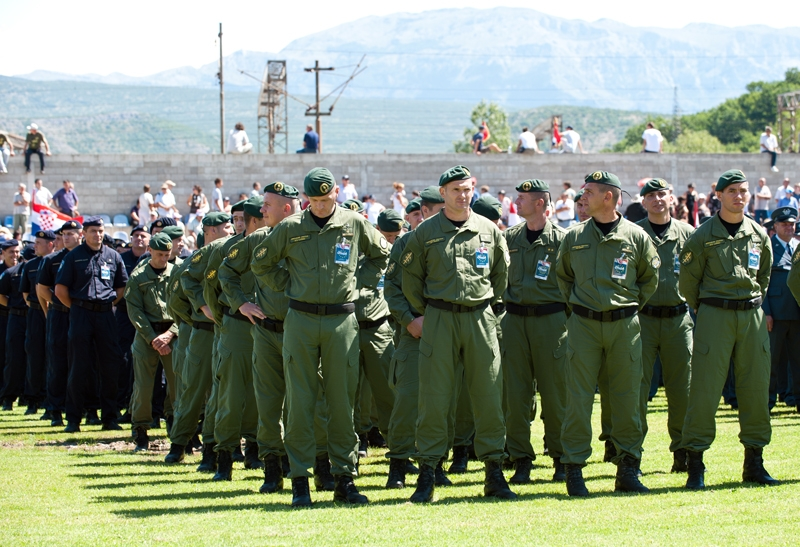
Oficials de la ATJ Lučko commemorant el sisè aniversari de l'Operació Tempesta.

La unitat es va establir el 7 setembre de 1990. Inicialment, estava formada per 225 voluntaris, molts dels quals s'havien inscrit al primer curs d'oficial de la policia croata (croat: Prvi hrvatski redarstvenik), que es va formar per tal de crear una força policial lleial al nou govern croat durant les tensions polítiques. Conduint a la proclamació de la independència de Croàcia de Iugoslàvia, i la posterior escalada de la Guerra d'Independència de Croàcia. Va ser la primera unitat de combat croata que va participar en la guerra. També va ser l'única unitat de combat de les Forces Especials de Policia Croates en aquell moment, i la primera unitat de la futura Policia Especial Croata.
Les seves primeres missions eren restaurar l'ordre públic a les zones de majoria sèrbia, on els serbis participaven en la revolució del tronc (dels primers esdeveniments de la guerra d'independència Croata) que intentaven treure el control de les autoritats; prendre el control de la caserna i confiscar les armes de l'Exèrcit Popular Iugoslau, l'autoritat del qual a Croàcia va ser revocada pel govern de la República Socialista de Croàcia després que es va posar del costat de la revolució del tronc; i entrenar unitats que després s'organitzarien en les Forces Armades de Croàcia. La Unitat Antiterrorista Lučko va passar el seu bateig de foc l'1 de març de 1991 a Pakrac. Va participar en moltes batalles durant la guerra.
Entre altres coses, captura barraques a Delnice, Samobor, Duboki Jark, Dugo Selo, Prečko. El comandament del 5è Cos d'Aviació a Maksimirska, bloqueja la caserna "Maršal Tito” a Novi Zagreb, l'aeroport de Zagreb, captura l'emissora militar a Sljemen i arresta el general de l'Exèrcit Popular Iugoslau Aksentijević.
Membres de la cadena de comandament de ATJ Lučko, inclòs el general Mladen Markač, van ser jutjats pel Tribunal Penal Internacional per a l'antiga Iugoslàvia (TPIY) per presumptes crims de guerra comesos durant l'Operació Tempesta. Van ser absolts de tots els càrrecs en l'apel·lació.